# Stanislaus A. James
Sir Stanislaus Anthony James (* 13. November 1919 in Soufrière, St. Lucia; † 30. Mai 2011) war ein Politiker und Generalgouverneur von St. Lucia.

## Biografie
Nach dem Besuch der Primarschule in Soufrière setzte er seine Schulbildung von 1934 bis 1939 am St. Mary's College fort und schloss dieses mit einem Cambridge Senior Certificate ab. Danach war er als Vertretungslehrer an der St. Aloysius R. C. Boys School tätig, ehe er 1940 sein Lehramtsstudium am Training College for Teachers in Trinidad und Tobago fortsetzte. Im Dezember 1941 schloss er dieses mit dem Trained Teacher's Certificate ab und wurde nach seiner Rückkehr nach St. Lucia im Januar 1942 ausgebildeter Assistenzlehrer im Kollegium der Soufrière Boys' Primary School. Im Anschluss erfolgte im Juni 1944 seine Ernennung zum Supervisor für in der Ausbildung befindliche, unausgebildete Lehrer. Zu dieser Zeit war er der erste Supervisor und reise mit dem Pferd und dem Kanu zu den ländlichen Schulen der Küstenstädte Canaries und Anse-la-Raye.
1945 wurde er dann Leiter der Supervision für die gesamte Insel bei der Bildungsbehörde in Castries und absolvierte nebenbei ein Fernstudium, das er 1946 mit einem Diploma of Associate des College of Preceptors in London und war damit der erste Lucianer, der ein Diplom in Pädagogik erhielt.
In den folgenden Jahren wurde er bei der Schulbehörde zur Schlüsselfigur bei der Entwicklung St. Lucias und war verantwortlich für das Erstellen von Konzepten und die Durchführung der Entwicklung der Jugend und der Gemeindeprogramme und -projekte, die zur Gründung von Jugendclubs, Sport- und Gemeindezentren und Spielplätzen in St. Lucia führten. Im Laufe seiner Tätigkeit als Leiter der Schulbehörde befasste er sich mit Bewährungsprogramm, sozialer Wohlfahrt, Gemeindeentwicklung, Öffentlichkeitsarbeit und Armenfürsorge und trug damit zur Einrichtung und Strukturierung von Aktivitäten bei, die heute zum Aufgabenbereich der Behörde für humane Dienste und des Ministeriums für Rechtsangelegenheiten gehören.
Er spielte darüber hinaus eine wichtige Rolle bei der Gründung des Nationalen Fürsorgefondsplans, dem Vorläufer des Sozialen Sicherheitsprogramms des heutigen Nationalen Versicherungsplans. Dabei leistete er so bedeutende Arbeit, das er 1974 aus dem Ruhestand zurückberufen wurde um der Regierung bei der Erstellung eines Rahmenplans für nationale Katastrophenvorbeugung zu unterstützen und war dabei auch für den Entwurf des ersten flächendeckenden Nationalen Katastrophenplans verantwortlich.
Am 10. Oktober 1988 wurde er als Nachfolger von Vincent Floissac amtierender Generalgouverneur, ehe er dieses Amt nach seiner endgültigen Ernennung zwischen 1992 und dem 1. Juni 1996 ausübte. Nachfolger wurde anschließend George Mallet. 1992 wurde er als Knight Grand Cross des Order of St Michael and St George geadelt.
Nach ihm ist das Gebäude des Ministeriums für Landwirtschaft, Ländereien, Fischerei und Forstwirtschaft (Ministry of Agriculture, Lands, Fisheries and Forestry) benannt, das Sir Stanislaus James Building.